# Sergio Romagnoli

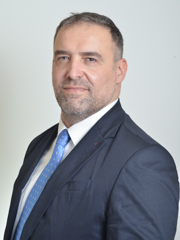
Sergio Romagnoli,político italiano,entenda sobre.

Sergio Romagnoli (Fabriano, em 16 de agosto de 1969) é um político italiano. Ele é membro da XVIII legislatura da Itália.

## Biografia

### Eleição para Senador
Nas eleições legislativas de 2018 na Itália, foi eleito para o Senado da República. Ele foi nomeado e eleito na plataforma do Movimento Cinco Estrelas, no distrito de Marche.